# Odontopharyngidae
Odontopharyngidae (лат.) — семейство свободноживущих нематод из отряда Diplogasterida. 2 вида. Европа, Южная и Северная Америка. Мелкие круглые черви цилиндрической формы, длина около 1 мм (самки до 1,5 мм). Губы слиты в лабиотуберкулы. Стома объёмистая, бокаловидная, глубокая. Хейлостома, протостома и другие части пищевода не прерываются; булбус не выражен. Хвост длинный. Наземные сапробионты, хищники (около корней растений, иногда водные).

## Систематика
Род Odontopharynx содержит 2 вида. Таксономический статус группы дискутируется. Иногда род Odontopharynx включают в Diplogastridae S.l., принимаемое в широком объёме, а семейство Odontopharyngidae синонимизируют с ним.
- Odontopharynx de Man, 1912 (=Odontopharyx, Zullinius)
  - Odontopharynx longicaudata de Man, 1912 — Европа, США[8][9]
  - Odontopharynx vanbezooijeni Zullini & Loof, 1980 — пещеры около реки Ориноко, Венесуэла[10]